# 高野利雄
髙野 利雄（たかの としお、1943年4月18日 - ）は、日本の検察官、弁護士。東京地方検察庁検事正や、名古屋高等検察庁検事長、国際研修協力機構理事長等を歴任した。瑞宝重光章受章。

## 人物・経歴
1966年中央大学法学部卒業。1968年札幌地方検察庁検事。1969年釧路地方検察庁帯広支部検事。1971年東京地方検察庁検事。1973年札幌地方検察庁検事。1975年水戸地方検察庁検事。1978年東京地方検察庁検事。1987年東京地方検察庁特別捜査部副部長。1989年東京地方検察庁刑事部副部長。1990年法務大臣官房営繕課長。1992年東京地方検察庁総務部長。1993年東京地方検察庁刑事部長。1994年最高検察庁検事。
1995年甲府地方検察庁検事正。1996年最高検察庁検事。1998年東京高等検察庁次席検事。1999年最高検察庁刑事部長。2000年東京地方検察庁検事正。2001年仙台高等検察庁検事長。2004年名古屋高等検察庁検事長。2005年第一東京弁護士会弁護士登録、ブレークモア法律事務所弁護士、国際研修協力機構理事長。2006年髙野法律事務所弁護士、森ビル・インベストメントマネジメント取締役。
2007年放送倫理・番組向上機構顧問、リヴァンプ監査役、総務省年金記録確認中央第三者委員会委員長代理。2008年長瀬産業監査役。2010年カカクコム監査役。2011年総務省年金記録確認中央第三者委員会委員長、東京電力福島原子力発電所における事故調査・検証委員会委員。2012年ダイセル監査役。2013年ファンケル監査役。2015年秋の叙勲で瑞宝重光章受章。2016年日本相撲協会理事。2017年リヴァンプ取締役。